# Orgoglio e pregiudizio (film 2005)
Orgoglio e pregiudizio (Pride & Prejudice) è un film del 2005 diretto da Joe Wright, tratto dall'omonimo romanzo di Jane Austen.

## Trama
Nell'Inghilterra di fine Settecento, il signor Bennet vive nella sua casa in campagna con la moglie e le loro cinque figlie: la dolce Jane, l'intelligente Elizabeth, la studiosa Mary, l'immatura Kitty e la selvaggia Lydia. La loro vita scorre tranquilla e serena, ma la madre è ossessionata dal desiderio di trovar marito alle figlie, per vederle sistemate a dovere. Quando, in una tenuta vicina, si stabilisce il giovane e ricco Charles Bingley, la vita delle ragazze subisce una svolta.
Ad un ballo offerto in loro onore, Bingley, accompagnato dall'altera sorella Caroline e dall'amico Fitzwilliam Darcy, incontra i Bennet e prova un'immediata simpatia, ricambiato, per la primogenita, Jane. La mattina dopo il ballo, Jane viene invitata a colazione da Caroline: dirigendosi alla tenuta a cavallo, viene colta da un temporale, prendendo un raffreddore, ed è costretta a passare la convalescenza dai Bingley. Elizabeth si reca a trovarla e incontra il signor Darcy, che pur conservando la propria riservatezza, rimane colpito dalla bellezza e dall'intelligenza della ragazza.
Nel frattempo, in città arriva un reggimento. Gli ufficiali sono un'attrazione per le fanciulle del posto, comprese Kitty e Lydia. Un ulteriore sconvolgimento in casa Bennet è portato dalla visita del signor Collins, cugino delle giovani e futuro erede della casa, alla morte del padre. Il signor Collins è interessato a prendere in moglie Jane, ma dopo aver saputo dell'imminente fidanzamento della giovane con il signor Bingley, rivolge le sue attenzioni verso Elizabeth.
Quando le sorelle Bennet vanno in paese per comperare dei nastri da indossare ad un ballo offerto dai Bingley, Elizabeth si imbatte nel signor Wickham, un luogotenente, e ne nasce un interesse reciproco. Al ritorno dagli acquisti, le ragazze e Wickham incontrano Bingley e Darcy. Quest'ultimo squadra il luogotenente e si allontana senza proferire parola. Elizabeth chiede lumi a Wickham, il quale spiega che, alla morte di suo padre, la famiglia di Darcy si era presa cura di lui. Ma, quando anche il padre di Darcy era morto, questi, per invidia, lo aveva allontanato, privandolo dei beni lasciatigli in eredità dal padre adottivo, motivo per cui aveva dovuto arruolarsi. Elizabeth rimane indignata da queste rivelazioni.
Al ballo dei Bingley, Wickham non si presenta e Collins, danzando con Elizabeth, le manifesta il proprio interesse. Più tardi Darcy chiede ad Elizabeth l'onore di un ballo e lei, pur accettando, gli dichiara di non essere capace di decifrare il suo carattere e di essere confusa al riguardo. La mattina dopo il ballo, il signor Collins fa ad Elizabeth una proposta ufficiale di matrimonio. La madre vorrebbe che la figlia accettasse, per mantenere il possesso della casa, mentre il padre trova l'uomo grottesco e non è favorevole all'unione. Sostenuta dal padre, Elizabeth rifiuta.
Intanto, Caroline convince Charles e Darcy a tornare a Londra, per evitare ulteriori rapporti coi Bennet, ritenuti troppo socialmente inferiori. Jane, distrutta da questa decisione, si convince che Bingley non l'abbia mai amata veramente. Su consiglio della sorella va a stare anche lei a Londra, dagli zii, per cercare di incontrarlo e parlargli. Intanto il signor Collins, dopo il rifiuto, si fidanza e poi sposa la migliore amica di Elizabeth, Charlotte.
Alcuni mesi dopo, Charlotte e il marito invitano Elizabeth per qualche giorno. Durante il soggiorno, si recano a rendere omaggio a Lady Catherine de Bourgh, patrona del signor Collins e ricca possidente. Durante la visita Elizabeth incontra Darcy, che è nipote della nobildonna, e il colonnello Fitzwilliam. Elizabeth scopre dal colonnello che è stato anche Darcy ad insistere per allontanare Bingley da Jane; questa rivelazione sconvolge Elizabeth. Quando Darcy le dichiara il proprio amore, dicendole di essere pronto ad ignorare gli impedimenti sociali pur di sposarla, gli risponde di non voler sposare il responsabile dell'infelicità della sorella e poi gli rinfaccia il comportamento verso Wickham. Nell'udire quel nome, Darcy fulmina con lo sguardo la ragazza e si congeda.
Prima di tornare a casa, mentre alloggia nella dimora di Charlotte, Elizabeth riceve una visita del signor Darcy, che le porta una lettera, nella quale spiega la ragione del suo comportamento, rivelandole la verità sul signor Wickham: in realtà il luogotenente, dopo la morte del padre del signor Darcy, che lo aveva cresciuto come un figlio, se ne era andato spontaneamente, sperperando la sua parte di eredità al gioco. Inoltre, aveva illuso i sentimenti di Georgiana, la sorella di Darcy, cercando di indurla a fuggire con lui, allo scopo di ottenere una dote dal fratello, cosa che comunque Darcy aveva rifiutato. 
Elizabeth rimane ancora più confusa dalla rivelazione. Intanto, Lydia viene invitata ad andare a Brighton, dove avrà la possibilità di passare molto tempo con gli ufficiali acquartierati nella città. Elizabeth cerca di dissuadere il padre dal mandarla, per evitare che faccia sciocchezze e che disonori sé stessa e la famiglia, ma senza esito. Elizabeth accetta di fare una gita nel Derbyshire con gli zii, per distrarsi. Durante il viaggio visitano Pemberley, la residenza del signor Darcy.
Visitando la magione, Elizabeth vede un busto che ritrae il padrone di casa e prende consapevolezza dei suoi sentimenti, continuando comunque a nasconderli. Gironzolando per le stanze e seguendo la musica di un pianoforte, si trova involontariamente a spiare Darcy e la sorella Georgiana in una stanza. Lui la vede e la ferma, prima che se ne vada. Ne segue una breve conversazione, dove l'imbarazzo frena entrambi dall'esprimere i loro veri sentimenti. Elizabeth e gli zii vengono invitati a pranzo per l'indomani, quando Elizabeth ha l'occasione di conoscere Georgiana e di simpatizzare con lei.
Improvvisamente arriva una lettera da Jane, che informa della fuga di Lydia col signor Wickham, fuga che disonora la stessa e la famiglia. Lo zio va a Londra per aiutare il signor Bennet nelle ricerche. Appena prima del rientro del padre a casa arriva una lettera, che egli legge con le figlie. In questa lo zio scrive di aver trovato Lydia e di aver convinto il signor Wickham a sposarla, in cambio di un pagamento di 100 sterline l'anno per sopperire all'assenza di dote. Le ragazze immaginano che sicuramente il signor Wickham non si sarà accontentato di così poco e che quindi lo zio avrà versato molto altro denaro. Il matrimonio rimette in sesto la signora Bennet, distrutta dalla perdita della reputazione causata dalla figlia.
Lydia e suo marito si recano a casa Bennet per il pranzo. Il signor Wickham viene trattato da tutti con molta freddezza. Elizabeth scopre accidentalmente da Lydia che non è stato lo zio a trovarli e a pagare il matrimonio, bensì il signor Darcy.
Giorni dopo la famiglia Bennet viene informata del ritorno del signor Bingley e del signor Darcy in paese. Essi infatti si recano a fare visita alle ragazze, e Bingley si dichiara a Jane e le chiede di sposarla.
Quella notte, nella casa ancora scossa per il fidanzamento, piomba Lady Catherine de Bourgh, che chiede ad Elizabeth se le voci che la danno per fidanzata col signor Darcy siano vere. La donna è preoccupata in quanto il signor Darcy e sua figlia sono stati promessi fin dalla nascita. Un fidanzamento del nipote con una giovane di lignaggio così inferiore, la cui sorella ha contratto un matrimonio scandaloso grazie all'aiuto economico di uno zio, non sarebbe accettabile . Dopo essere stata così insultata, Elizabeth invita la nobildonna ad andarsene, rifiutando di risponderle.
Arriva l'alba, Elizabeth non ha chiuso occhio e va a fare una passeggiata nella brughiera. Qui incontra il signor Darcy, anch'egli insonne. Il giovane si scusa per il comportamento della zia ed Elizabeth per il suo; inoltre lo ringrazia per ciò che ha fatto per Lydia. Darcy dice alla ragazza che è stato fatto tutto per lei: se i sentimenti della ragazza non sono cambiati, non parlerà mai dell'accaduto. Se invece sono cambiati, dice, non può trattenere ciò che sente, e si dichiara appassionatamente. Questa volta Elizabeth contraccambia. La mattina, Darcy si reca dal padre di Elizabeth per chiederne la mano. Il padre acconsente ma chiede ad Elizabeth se sia davvero sicura di ciò che sta facendo. Nel vedere la figlia con le lacrime agli occhi per l'emozione, il padre si commuove e l'abbraccia.
Il film si conclude con la prospettiva di due romantici matrimoni e col signor Bennet compiaciuto e pronto a concedere la sua benedizione, se qualcun altro si presentasse per chiedere la mano delle ultime due figlie.

## Colonna sonora
La colonna sonora del film è di Dario Marianelli. Per le musiche scritte per questo film il compositore fu candidato all'Oscar per la migliore colonna sonora originale. Il compositore si è ispirato alle prime opere di Ludwig van Beethoven.

### Brani
1. Dawn
2. Stars and Butterflies
3. Meryton Townhall
4. Militia Marches in
5. Georgiana
6. Arrival at Netherfield
7. Postcard to Henry Purcell
8. Liz on Top of the World
9. Leaving Netherfield
10. Another Dance
11. Secret Life of Daydreams
12. Darcy's Letter
13. Can't Slow Down
14. Your Hands are Cold
15. Mrs. Darcy
16. Credits
17. End Credits (Pride - Prejudice)

## Riconoscimenti
- 2006 - Premio Oscar
  - Nomination Miglior attrice protagonista a Keira Knightley
  - Nomination Migliore scenografia a Sarah Greenwood e Katie Spencer
  - Nomination Migliori costumi a Jacqueline Durran
  - Nomination Miglior colonna sonora a Dario Marianelli
- 2006 - Golden Globe
  - Nomination Miglior film commedia o musicale
  - Nomination Miglior attrice in un film commedia o musicale a Keira Knightley
- 2006 - British Academy Film Award
  - Nomination Miglior attrice non protagonista a Brenda Blethyn
  - Nomination Migliore sceneggiatura non originale a Deborah Moggach
  - Nomination Migliori costumi a Jacqueline Durran
  - Nomination Miglior trucco a Fae Hammond
- 2006 - Broadcast Film Critics Association Award
  - Nomination Miglior attrice protagonista a Keira Knightley
- 2006 - Chicago Film Critics Association Award
  - Nomination Miglior regista esordiente a Joe Wright
  - Nomination Miglior attrice protagonista a Keira Knightley
  - Nomination Miglior attore non protagonista a Donald Sutherland
  - Nomination Migliore fotografia a Roman Osin
- 2006 - Empire Awards
  - Miglior film britannico
  - Miglior attrice esordiente a Kelly Reilly
  - Nomination Migliore regia a Joe Wright
  - Nomination Miglior attrice protagonista a Keira Knightley

- 2005 - Boston Society of Film Critics Awards
  - Miglior regista esordiente a Joe Wright
- 2006 - European Film Awards
  - Nomination Miglior film a Joe Wright
  - Nomination Migliore fotografia a Roman Osin
  - Nomination Miglior colonna sonora a Dario Marianelli
- 2006 - London Critics Circle Film Award
  - Regista dell'anno a Joe Wright
  - Attore non protagonista dell'anno a Tom Hollander
  - Nomination Film dell'anno
  - Nomination Regista esordiente dell'anno a Joe Wright
  - Nomination Attrice dell'anno a Keira Knightley
  - Nomination Attore esordiente dell'anno a Matthew Macfadyen
  - Nomination Attrice non protagonista dell'anno a Brenda Blethyn
  - Nomination Attrice non protagonista dell'anno a Rosamund Pike
- 2005 - Satellite Award
  - Migliori costumi a Jacqueline Durran
  - Nomination Miglior attrice in un film commedia o musicale a Keira Knightley
- 2006 - Teen Choice Awards
  - Nomination Miglior film drammatico
  - Nomination Miglior attrice in un film drammatico o d'avventura a Keira Knightley
- 2006 - Golden Trailer Award
  - Migliore storia d'amore